# Erik Erikson
Erik Homburger Erikson (ur. 15 czerwca 1902 we Frankfurcie n. Menem, zm. 12 maja 1994 w Harwich) – amerykański psychoanalityk i psycholog rozwoju człowieka duńskiego pochodzenia.
W 1933 roku ukończył Wiedeński Instytut Psychoanalityczny. Od 1939 roku wykładał na Uniwersytecie Kalifornijskim, następnie od roku 1951 na uniwersytecie w Pittsburgu, a w latach 1960–1970 na Uniwersytecie Harvarda.
Twórca teorii rozwoju psychospołecznego. Był uczniem Anny Freud, córki Zygmunta Freuda. Zaliczany jest do „neofreudystów”. Stworzył swoją teorię, którą zaliczono do podstaw psychoanalizy. Kładł w niej nacisk na rozwiązywanie kryzysów rozwojowych, pojawiających się w życiu każdego człowieka. Według Erika Eriksona człowiek przeżywa osiem kryzysów rozwojowych od wczesnego dzieciństwa do późnej starości. Ich rozwiązanie decyduje o konstrukcji osobowości człowieka. Swoją teorię przedstawił w książce Dzieciństwo i społeczeństwo (1963).
Napisał psychobiografie Marcina Lutra Young man Luther (1958) oraz Mahatmy Gandhiego Ghandi’s truth (1969) oparte na koncepcjach psychoanalizy.

## Dzieła wydane po polsku
- Dopełniony cykl życia
- Dzieciństwo i społeczeństwo
- Tożsamość a cykl życia